# Promemoria Dick
Il Promemoria Dick fu un documento della seconda guerra mondiale, redatto dal commodoro Royer Mylius Dick della Royal Navy in quanto capo di stato maggiore dell'ammiraglio Andrew Cunningham, comandante della Mediterranean Fleet britannica e delle forze navali Alleate del Mediterraneo, nel quale venivano precisate le condizioni alle quali le navi militari e mercantili italiane dovevano attenersi per consegnarsi in porti Alleati. Questo avveniva in ottemperanza alle condizioni dell'Armistizio di Cassibile, che vedevano per l'Italia il termine della Battaglia del Mediterraneo a fianco delle forze dell'Asse; qui viene fornita la traduzione, fatta all'epoca da Supermarina dall'originale in inglese.
Il promemoria Dick fu compilato a Cassibile, presente il generale Castellano, il giorno 4 settembre, e non poteva arrivare a Roma il giorno 3. Vi arrivò soltanto nella notte tra il 5 e il 6 settembre, tramite il maggiore Marchesi del Comando supremo militare italiano, a bordo di un velivolo S.79. Consultato dal Comando supremo militare italiano, a Palazzo Vidoni, fu poi consegnato, scritto in lingua inglese, all'ammiraglio Raffaele de Courten, nella sua veste di capo di stato maggiore della Regia Marina e dovette essere tradotto prima di riuscire bene a capire quali elementi comprendeva e quali erano le richieste degli Alleati nei riguardi di tutte le navi italiane. Pertanto fu soltanto nella giornata del 7, dopo discussioni e proteste, che fu possibile cominciare a preparare e a diramare i primi ordini operativi.

## Testo tradotto
SEGRETISSIMO
ISTRUZIONI PER IL TRASFERIMENTO DELLE NAVI DA GUERRA E MERCANTILI ITALIANE
[PROMEMORIA DICK]
Essendo stato concordato che tutte le navi da guerra e mercantili italiane lasceranno le acque dell'Italia il più rapidamente possibile alla proclamazione dell'armistizio da parte delle Nazioni Unite, sono state preparate le istruzioni generali che seguono per facilitare e favorire i necessari trasferimenti.
NAVI DA GUERRA
2. Porti di riunione
I porti nei quali le navi da guerra potranno recarsi sono i seguenti: Gibilterra, Palermo, Malta, Augusta, Tripoli, Haifa e Alessandria.
3. Rotte [per le navi trovantisi sulla costa occidentale dell'Italia]
a) Tutte le navi da guerra trovantisi nelle coste occidentali dell'Italia a nord del 42º parallelo dovranno portarsi a nord della Corsica e far rotta quindi verso sud passando a ponente della Corsica e della Sardegna in modo da arrivare durante le ore diurne al largo del porto di Bona. Quivi avranno un incontro [con navi alleate] e riceveranno istruzioni per l'ulteriore rotta. Le navi – salvo disposizione contraria – non dovranno avvicinarsi al porto di Bona più di 5 miglia. b) Le navi da guerra trovantisi nei porti occidentali dell'Italia a sud del 42º parallelo dovranno dirigere verso nord lungo la costa sino a raggiungere il suddetto parallelo; dovranno far rotta quindi verso ovest sino alla costa orientale della Corsica, dirigere successivamente verso sud costeggiando la Corsica e la Sardegna e proseguire infine per Bona dove riceveranno istruzioni, come indicato nella lettera a). c) Le piccole unità trovantisi a nord del 42º parallelo dovranno far rotta per La Maddalena seguendo la costa orientale della Corsica e dirigendo quindi, appena possibile, per Bona. Le piccole unità trovantisi a sud del 42º parallelo dovranno rimanere in porto, salvo che vi sia immediato pericolo di cattura da parte dei Tedeschi. In questo caso le unità trovantisi a Napoli o a nord di Napoli dovranno far rotta per Augusta seguendo la costa e attraverso lo stretto di Messina.
4. Rotte per le navi trovantisi nella costa orientare [dell'Italia e dell'Egeo]
a) Tutte le navi da guerra trovantisi a Taranto, in Adriatico o nei porti orientali dell'Italia dovranno dirigere per Malta arrivandovi direttamente, provenendo da est, durante le ore diurne. b) Le unità minori e le piccole unità potranno far rotta direttamente per Augusta. c) Tutte le navi da guerra trovantisi in Egeo dovranno recarsi ad Haifa.
5. Istruzioni per il trasferimento e l'arrivo
a) Le navi dovranno salpare appena possibile, dopo il tramonto, il giorno della proclamazione [dell'armistizio] e navigare alla più alta velocità sino al sorgere del giorno. b) La velocità dovrà essere regolata in modo che l'arrivo entro la portata dei cannoni dei porti o delle difese costiere degli Alleati non avvenga prima che sia giorno fatto. c) L'avvicinamento alla costa dovrà essere effettuato a bassa velocità (non più di 12 nodi). d) È importante che le navi da guerra arrivino a gruppi. L'arrivo isolato non è conveniente e dovrà essere evitato per quanto possibile.
6. [Istruzioni circa le armi]
Tutti i cannoni dell'armamento principale ed i lanciasiluri dovranno essere brandeggiati per chiglia. È concessa invece libertà d'azione per le armi contraeree, ma il fuoco dovrà essere aperto soltanto in caso di chiara azione ostile da parte di un aereo.
7. Riconoscimento
Tutte le navi da guerra durante il giorno dovranno alzare all'albero di maestra (o albero che hanno, per quelle che ne posseggono uno solo) un pennello nero o blu scuro, il più grande possibile. Grandi dischi neri potranno essere posti in coperta come segnale di riconoscimento per gli aerei. Qualora durante la notte fossero incontrate altre navi, per farsi riconoscere saranno accesi i fanali di via con luce attenuata e sarà trasmesso con lampeggiatore il segnale “G A”.
8. Sommergibili
a) I sommergibili dovranno navigare in superficie sia di giorno che di notte. b) Quelle provenienti dai porti dell'Italia continentale o della Sardegna dovranno seguire le stesse rotte prescritte per le altre navi da guerra e dovranno essere scortate, se possibile, da unità di superficie. c) I sommergibili in mare dovranno far rotta, in superficie, per il più vicino dei porti indicati nel precedente paragrafo 2. 9. Condizioni generali
Sia chiaro che le navi dovranno essere pronte, dopo che avranno preso contatto con le autorità alleate, a ricevere a bordo quel personale navale alleato che le autorità suddette potranno ritenere conveniente e che saranno attuate per il momento quelle misure di disarmo che le autorità stesse potranno stabilire. Queste misure di disarmo mirano a garantire la necessaria sicurezza dei porti alleati nei quali le navi da guerra italiane potranno trovarsi all'ancora.
10. Comunicazioni
Dovrà essere osservato nella maggior misura possibile il silenzio radio, ma se navi da guerra italiane o alleate desiderassero comunicare tra loro ciò dovrà avvenire inizialmente su 500 kilocicli. È prevedibile che saranno date successivamente disposizioni per passare ad una frequenza più adatta, qualora si dovesse effettuare lunghe comunicazioni.
MARINA MERCANTILE
11. Porti di riunione
Le navi mercantili trovantisi ad ovest del 17º meridiano dovranno far rotta per Gibilterra; le navi trovantisi nelle coste occidentali dell'Italia a nord del 42º parallelo dovranno passare a nord della Corsica o a nord della Sardegna e far quindi rotta diretta per Gibilterra, combustibile permettendolo. Se il combustibile non lo consentisse, esse dovranno dirigere per i porti di Bona o di Algeri arrivandovi in ore diurne. Dovranno chiedere istruzioni prima di entrarvi non essendo consentito far ciò senza esserne stati autorizzati. Le navi trovantisi a sud del 42º parallelo dovranno seguire la rotta indicata nella lettera b) del paragrafo 3 sino a quando avranno superato verso sud la Sardegna.
12. Riconoscimento
Le navi mercantili dovranno alzare all'albero di maestra un pennello nero o blu scuro.
13. Norme per il trasferimento e l'arrivo
L'arrivo nei porti alleati dovrà avvenire sempre in ore diurne, l'avvicinamento dovrà essere effettuato a bassa velocità (non più di 12 nodi).
14. Comunicazioni
Su 500 kilocicli.
4 settembre 1943.
Per il Comandante in Capo del Mediterraneo, amm. Cunningham:
Commodoro Royer Dick